# Узбіччя
Узбі́ччя — виділений конструктивно або суцільною лінією дорожньої розмітки елемент автомобільної дороги, який прилягає безпосередньо до зовнішнього краю проїзної частини, розташований з нею на одному рівні та не призначений для руху транспортних засобів, крім випадків передбачених правилами дорожнього руху.
Узбіччя може використовуватися для зупинки і стоянки транспортних засобів, руху пішоходів, мопедів, велосипедів (за відсутності тротуарів, пішохідних, велосипедних доріжок або у разі неможливості пересуватися по них), гужових возів (саней).